# 윌리엄 맥나마라
윌리엄 웨스트 맥나마라 (William West McNamara, 1965년 3월 31일 ~ )은 미국의 배우이다.

## 출연 작품
- 카피캣
- 미이라: 황제의 부활
- 더 세컨드 - 자릴 역